# Axel Flügel
Axel Flügel (* 1956) ist ein deutscher Historiker.
Flügel studierte Geschichte, Philosophie und Sozialwissenschaft an den Universitäten Bochum, London und Bielefeld. Er wurde 1990 in Bielefeld promoviert und ist seit seiner dortigen Habilitation Privatdozent an der Fakultät für Geschichtswissenschaft, Philosophie und Theologie der Universität Bielefeld.
1990 erhielt Flügel den Gustav-Engel-Preis.

## Schriften
- Anatomie einer Ritterkurie. Landtagsbesuch und Landtagskurien im kursächsischen Landtag (1694–1749) (= Studien und Schriften zur Geschichte der sächsischen Landtage, Bd. 2). Thorbecke, Ostfildern 2017.
- mit Josef Matzerath und Silke Marburg: Die Mitglieder der (kur-)sächsischen Landstände 1694 bis 1749. Sächsischer Landtag, Dresden 2015.
- Public Health und Geschichte. Historischer Kontext, politische und soziale Implikationen der öffentlichen Gesundheitspflege im 19. Jahrhundert. Beltz Juventa, Weinheim, Basel 2012.
- Bürgerliche Rittergüter. Sozialer Wandel und politische Reform in Kursachsen (1680–1844) (= Bürgertum, Bd. 16). Vandenhoeck & Ruprecht, Göttingen 2000.
- Kaufleute und Manufakturen in Bielefeld. Sozialer Wandel und wirtschaftliche Entwicklung im proto-industriellen Leinengewerbe von 1680 bis 1850 (= Studien zur Regionalgeschichte, Bd. 6), Verlag für Regionalgeschichte, Bielefeld 1993.